# Mayo (Florida)
Mayo település az Amerikai Egyesült Államok Florida államában, Lafayette megyében, melynek megyeszékhelye is. Lakosainak száma 1055 fő (2020. április 1.).

## Népesség
A település népességének változása:

| 2010 | 1 237 |
| 2020 | 1 055 |